# Ignacio Manuel Altamirano, Oaxaca
Ignacio Manuel Altamirano är en ort i Mexiko.   Den ligger i kommunen Heroica Ciudad de Tlaxiaco och delstaten Oaxaca, i den sydöstra delen av landet, 290 km sydost om huvudstaden Mexico City. Ignacio Manuel Altamirano ligger 2 376 meter över havet och antalet invånare är 119.
Terrängen runt Ignacio Manuel Altamirano är huvudsakligen kuperad, men söderut är den bergig. Terrängen runt Ignacio Manuel Altamirano sluttar norrut. Runt Ignacio Manuel Altamirano är det glesbefolkat, med 14 invånare per kvadratkilometer. Närmaste större samhälle är Heroica Ciudad de Tlaxiaco, 6,8 km nordväst om Ignacio Manuel Altamirano. Trakten runt Ignacio Manuel Altamirano består i huvudsak av gräsmarker.